# Sieben Jahre in Tibet (1956)
Der Film Sieben Jahre in Tibet aus dem Jahre 1956 ist ein Dokumentarfilm nach dem gleichnamigen autobiographischen Buch von Heinrich Harrer.

## Handlung
Sieben Jahre in Tibet erzählt die Geschichte des österreichischen Bergsteigers Heinrich Harrer, der am Anfang des Zweiten Weltkrieges aus einem britischen Internierungslager in Indien über das Himalaya Gebirge nach Tibet flieht. Dort lernt er den jungen 14. Dalai Lama kennen und es entwickelt sich eine freundschaftliche Beziehung zwischen den beiden. Einige Jahre später muss Harrer jedoch erneut die Flucht ergreifen, als auf Grund des tibetisch-chinesischen Konfliktes die chinesische Volksbefreiungsarmee in Tibet einmarschiert.

## Hintergrund
Der Inhalt des Filmes bezieht sich auf die Schilderung der Erlebnisse Heinrich Harrers in seinem 1952 erschienenen Buch „Sieben Jahre in Tibet“. In diesem beschreibt Harrer seine Zeit mit Peter Aufschnaiter in Tibet und seine Bekanntschaft mit dem 14. Dalai Lama. Der Film verwendet teilweise das 16-mm-Farbfilm-Material Heinrich Harrers, welches dieser in den Jahren 1939 und 1940 in Tibet aufgenommen hatte. Ebenso wurden manche Szenen des Filmes von Heinrich Harrer selbst nachgestellt.

## Kritiken und Auszeichnungen
Lexikon des Internationalen Films: '„Der schlichte Kommentar sowie die Vermischung der Originalaufnahmen Harrers mit Atelierszenen und wesentlich später gedrehtem Material des Engländers Sir Basil Gould vermindern den Informationsgehalt des Films erheblich.“
Der Film war 1956 im Wettbewerb der 9. Internationalen Filmfestspiele von Cannes.